# والتر فاور
والتر فاور (انگلیسی: Walter Favre; ۱۴ ژوئن ۱۹۳۱ – ۹ آوریل ۱۹۷۰) دوچرخه‌سوار اهل سوئیس بود.